# Ignatius Georg Abeltshauser
Ignatius Georg Abeltshauser d’Arenberg, auch Ignatius George Abeltshauser d’Arenberg (* 1805 oder 1806 in Arenberg, Département de Rhin-et-Moselle, Französisches Kaiserreich; † 1866 in Dublin, Vereinigtes Königreich Großbritannien und Irland) war ein deutscher, in Irland aktiver Priester und Hochschullehrer am Trinity College Dublin.

## Leben
Ignatius Georg Abeltshauser war der Sohn von Johann Georg Abeltshauser. Nachdem er in einem Duell seinen Gegner getötet hatte, floh er nach Irland. 1838 und 1839 studierte er am Trinity College Dublin Sprachen. Von 1842 bis 1866 war er dort Professor für Moderne Sprachen. 1847 heiratete er Louisa Jane Thomas in St. Mark’s und wurde im selben Jahr zum Priester ordiniert. Vom 19. März 1851 bis zum 18. Mai 1859 war er Prebendary an der St. Audoen’s Church bei der St. Patrick’s Cathedral. Er war Rektor in Anamnoe im County Wicklow, von 1859 bis 1866 Vikar in Derrylossary und Glendalough.

## Werke (Auswahl)
- The Study of Modern Languages. An Introductory Lecture Delivered in Trinity College, Dublin ... November 12, 1856,  Hodges, Smith & Co, Dublin, 1857  OCLC 1061867037